# Peridiscaceae
Peridiscaceae, biljna porodica od desetak vrsta drveća iz tropske Afrike i Južne Amerike. Pripada redu kamenikolike, a sastoji se od četiri roda s ukupno 11 vrsta.  Jedina vrsta roda Whittonia, porijeklom iz Gvajane, vjerojatno je izumrla.

## Opis
Stabla, gola ili s indumentumom dugih jednostavnih dlaka. Listovi naizmjenični, jednostavni, cjeloviti, bazalne žile istaknute ili kod roda Soyauxia ne. Cvjetovi u aksilarnim, izduženim ili zgusnutim gronjama, aktinomorfni, hermafroditni, hipogini, mirisni; čašnih listića 4–7, slobodnih; latica 5 (Soyauxia), inače 0; krunica kratka, cijela (Soyauxia); prašnici brojni, različiti ili pri dnu srasli; prašnici bisporangijatni ili (Soyauxia) tetrasporangijatni, otvaraju se uzdužnim prorezom ili bočnim zaliscima; disk intrastaminalan, u Peridiscusu obuhvaća više od polovice jajnika; ginecej sinkarpni, 3-4(5)-karpelasti; jajnik unilokularan, slobodan ili djelomično udubljen u disk, gol ili dlakav, kod Soyauxia sa središnjim stupom; stilodiji različiti, završavaju subulatnim stigmatskim vrhovima; ovula obično 6-8, vise s vrha lokule. Plodovi koštunjasti ili (Soyauxia) kapsulasti, jednosjemeni; endosperm obilan, rožnat; embrij mali.

## Rodovi
1. Soyauxia Oliv. (7 spp.)
2. Peridiscus Benth. (1 sp.)
3. Whittonia Sandwith (1 sp.)
4. Medusandra Brenan (2 spp.)